# لوري كننغهام
لوري كننغهام (بالإنجليزية: Laurie Cunningham)‏؛ (مواليد 8 مارس 1956 - الوفاة 15 يوليو 1989) كان لاعب كرة قدم إنجليزي كان يلعب كلاعب وسط. لعب خلال مسيرته 348 مباراة سجل خلالها 67 هدفاً. تُوفي في حادث سير في مدريد في 15 يوليو 1989.

## المسيرة الاحترافية

### أندية لعب لها
- ويست بروميتش ألبيون
- ريال مدريد
- مانشستر يونايتد
- أولمبيك مارسيليا
- ليستر سيتي
- رايو فايكانو
- نادي رويال شارلروا الرياضي
- رايو فايكانو

## روابط خارجية
- لوري كننغهام على موقع قاعدة بيانات كرة القدم.إي يو (الإنجليزية)
- لوري كننغهام على موقع ناشيونال فوتبول تيمز (الإنجليزية)
- لوري كننغهام على موقع عالم كرة القدم.نت (الإنجليزية)